# Cannibal Capers
Pour plus de détails, voir Fiche technique et Distribution.
Cannibal Capers est un court métrage d'animation américain de la série des Silly Symphonies réalisé par les studios Disney pour United Artists et sorti le 13 mars ou 20 mars 1930.

## Synopsis
Quatre cannibales dansent sur le rythme de percussions ornées d'os... mais un lion interrompt les festivités et provoque des courses poursuites dans la jungle.

## Fiche technique
- Titre original : Cannibal Capers
- Série : Silly Symphonies
- Réalisateur : Burt Gillett
- Animateur[3] : Les Clark, Floyd Gottfredson, Jack King, Ben Sharpsteen, Johnny Cannon, Tom Palmer, Norman Ferguson, Wilfred Jackson
- Décors : Carlos Manriquez
- Producteur : Walt Disney
- Production : Walt Disney Productions
- Distributeur : Columbia Pictures
- Date de sortie : 13 mars[1] ou 20 mars[2] 1930
  - Annoncée : 13 mars 1930[3] mais le 20 mars pour la Columbia
  - Dépôt de copyright : 1er avril 1930
- Format d'image : Noir et Blanc
- Musique : Bert Lewis[3],[1]
  - Extrait de Habanera de Carmen de Georges Bizet
  - Extrait de Moments musicaux de Franz Schubert
  - Variation sur Marche funèbre d'une marionnette de Charles Gounod
- Son : Mono
- Durée : 5 min 56 s
- Langue : (en)
- Pays de production :  États-Unis

## Commentaires
Ce film est la première Silly Symphony à avoir été réalisée sans la présence de l'animateur Ub Iwerks et du compositeur Carl Stalling. De plus, le court métrage a été filmé avec une nouvelle caméra achetée à Universal Pictures et remplace celle de Pathé utilisée depuis 1923.